# Goguryeo–Tang-krigen
Goguryeo–Tang-krigen (koreansk: hangul: (koreansk) 고구려-당 전쟁, hanja: (kinesisk) 高句丽唐战争, revideret romanisering: Goguryeo-Dang Jeonjaeng; kinesisk: moderne hanzi: 唐与高句丽的战争, hanyu pinyin: Táng yǔ Gāojùlì de Zhànzhēng) var en militær konflikt mellem det koreanske kongerige Goguryeo og det kinesiske Tang-dynasti som varede fra 645 til 668. Under krigens gang tog de to stridende parter nye allierede. Goguryeos alliancepartner Baekje faldt først, derefter Goguryeo for en kombineret hær fra Tang og det koreanske kongerige Silla.

## Baggrund
I 627 overtog Li Shimin (kejser Taizong) tang-tronen efter et kup den 2. juli 626, hvorunder han dræbte sine to brødre, Li Jiancheng og Li Yuanji, samt tvang sin fader, Li Yuan, kejser Gaozu, til at abdicere. Lige efter bestemte han sig for at erobre det koreanske kongerige Goguryeo. Kongeriget Silla havde henvendt sig flere gange til tang-hoffet for at få militær assistance mod Goguryeo, som tang-hoffet nu igen begyndte at vurdere eftersom man i mellemtiden havde overvundet göktürkerne i 628. Men Silla havde fået en ny fjende efter at være blevet angrebet af en alliance bestående af sit nabokongerige mod vest på den sydlige del af Koreahalvøen, Baekje i alliance med Goguryeo i 642 og 643, sidstnævnte angreb kom for at blokere den diplomatiske rute mellem Silla og Tang-Kina. Kong Uija var blevet Baekjes konge lige inden angrebene i 641, mens Goguryeo i 642 havde fået en militærdiktator, Yeon Gaesomun som ny leder. Han havde dræbt over 180 medlemmer af aristokratiet og på den måde fået adgang til kongetronen. De to nyetablerede statsledere forberedte sig på krig og havde etableret en gensidig alliance med tanke på den kommende krig mod Tang og Silla.

## Krigens gang

### Kejser Taizongs felttog (645–648)
Kejser Taizongs lagde ud med en 170.000 soldaters stor hær i 645 mod Goguryeo. Goguryeo sendte på sin side 100.000 soldater for at forsvare fæstningerne i Lyodong og Ansi, som begge lå nær Liao-floden. Tang-hæren vandt de fleste af slagene mod koreanske styrker i åbent landskab. Udenfor Ansifæstningen mobiliserede Go Yeonsu og Go Hyezin 150.000 soldater, men det hjalp ikke. Efter, at kejser Taizong sammen med general Li Shiji havde bestemt sig for at sende 15.000 soldater og Zhangsun Wuji med 11.000 soldater, som skulle komme bagfra, blev Goguryeogeneralerne forvirrede og tabte. Goguryeos tab blev på 20.000 dræbte, mens 36.000 blev taget til fange. Lyodong faldt til Tangs styrker. Men tang-hæren formåede ikke at erobre Ansi, som blev forsvaret af styrkerne under Yang Manchun. I midten af september kom vinteren og forholdene for den kinesiske hær blev forværrede. Slagmarken var også langt væk fra regeringen i Chang'an, hvilket tvang kejser Taizong til at trekke sig tilbage fra Goguryeo.

### Kejser Gaozongs felttog
Efter kejser Taizongs død i 649 blev erobringen af Goguryeo og det personlige fjendskab mod Yeon Gaesomun en besættelse for kejserens efterfølger, kejser Gaozong. Under Gaozong etablerede Tang en alliance med kongeriget Silla. Da Goguryeo og Baekje angreb Silla fra nord og vest, sendte dronning Seondeok en diplomat til Tang med en desperat forespørgsel om militær assistance. I 650 modtog kejser Gaozong et digt, skrevet af dronning Seondeok, personlig overleveret af prins Kim Chunchu (som senere blev kong Muyeol af Silla). I 653 allierede Baekje sig med japanske Yamato (Wa). Selv om Baekje var allieret med Goguryeo, delte Han-flodens floddal de to stater og var en hindring for at kunne komme hinanden til undsætning ved en krig. Kong Muyeol blev konge af Silla i 654. Mellem 655 og 659 blev Sillas grænser stadig genstand for militære træfninger udløste af angreb fra Baekje og Goguryeo. Silla bad derfor om Tangs assistance. Kejser Gaozong sendte i 658 en hær for at angribe Goguryeo. Han invaderede Goguryeo flere gange, men Yeon Gaesomun slog alle angreb tilbage. Så længe, Yeon Gaesomun var i live, ville Tang-dynastiet ikke lykkes i sine angreb mod Goguryeo.

#### Baekjes fald
I 660 havde Tang og Silla bestemt sig for en ny strategi, og vendte nu opmærksomheden mod Goguryeos allierede, Baekje. Kejser Gaozong sendte en hær på 130.000 soldater mod Baekje for at assistere Silla. Under dette felttog var admiral Su Dingfang leder af Tangs flåde, og denne satte kurs mod mod Baekje over Det Gule Hav, mod Geum-floden, og gik i land med hæren langs Baekjes vestlige kyst. Derefter gik 130.000 soldater mod hovedstaden Sabi.
Kronprins Kim Beopmin, general Kim Yu-sin, general Kim Pumil og general Kim Heumsun blev sat til at kommandere den 50.000 soldater store Silla-hær og gik mod vest og til det som skulle blive slaget ved Hwangsanbeol. Silla-styrkerne kom fra øst og gik gennem Sobaek-bjergene. General Kim ledede hæren gennem Tanhyon-passet til Hwangsansletten. General Gyebaek kunne kun mobilisere 5.000 soldater mod angriberne. Til at begynde med havde han succes mod Silla, men Sillas hær var ti gange større end hans. På Hwangsansletten blev soldaterne fra Baekje under ledelse af Gyebaek udryddet.
I 660 faldt Baekje-hovedstaden Sabi til soldater fra Tang og Silla. Omkring 10.000 soldater blev dræbt under belejringen. Baekje blev erobret den 18. juli 660, efter, at kong Uija af Baekje overgav sig ved Ungjin. Tang-hæren tog kongen, kronprinsen, 93 officerer og 20.000 soldater med sig som fanger. Kongen og kronprinsen blev sendt til det sydlige Kina i eksil. Tang annekterede Baekje og etablerede fem militære afdelinger for at kontrollere regionen, hvilket Silla modvilligt accepterede.
Som en sidste mulighed ledede general Gwisil Boksin modstanden mod Tangs okkupation af Baekje. Han bad om militær assistance fra sine japanske allierede. I 661 forbredte kejserinde Kogyoku og prins Naka no Ōe sig til kamp og sendte prins Buyeo Pung af Baekje, som havde været sendt til det japanske hof som bekræftelse på alliancen med Baekje de sidste 30 år. I 662 blev soldatene sendt ud for å assistere general Gwisil Boksin. Året efter blev yderligere 27.000 soldater sendt oveni. Tang-flåden, som bestod af 170 skibe, satte kurs mod Chuyu og omringede byen ved Baekgang-floden. Yamato-flåden blev ødelagt af Tang-flåden. I 663 blev resterne af Baekjes modstandsbevægelse med sine japanske allierede slået af Tang- og Silla-soldater i slaget ved Baekgang. Under kampene blev general Echi no Takutsu dræbt. Prins Buyeo Pung og andre flygtede til Goguryeo.

#### Goguryeos fald
Efter, at Baekje blev erobret i 660, vendte Tang og Silla blikket nordover mod Goguryeo. I 661 startede felttoget nordover. Tang-hæren bestod nu af 350.000 soldater, Silla blev bedt om forsyninger til soldaterne under felttoget, men ikke om soldater. I 662 blev general Pang Xiaotai (龐孝泰) og hans sønner dræbt i kampe ved Sasu-floden (蛇水). Tang belejrede Pyongyang, hovedstaden i Goguryeo, i flere måneder til man i februar 662 måtte trække sig tilbage på grund af den hårde vinter. I 666 døde Goguryeos diktator Yeon Gaesomun, og en intern magtkamp fulgte mellem hans sønner. Dette åbnede vejen for en ny invasion fra Tang og Silla. I 668 invaderede tTang-hæren Goguryeo og belejrede på ny Pyongyang. Straks efter fik de selskab af Silla-hæren. Senere samme år erobrede styrkerne Pyongyang, og dette førte til Goguryeos fald. Der blev taget over 200.000 fanger, som blev sendt til Chang'an i Kina.

## Efterspil
I 669 etablerede Tang generalprotektoratet for at passivisere øst for at kontrollere de erobrede områder. Et underkontor lå i Baekje. Store dele af Koreahalvøen var okkuperet af Tang-hæren i næsten ti år. Efter krigen forsøgte Tang også at få en dominans over Silla. Resultatet blev Silla–Tang-krigen. Tangs okkupation af Koreahalvøen viste sig at være en vanskelig operation på grund af manglende forsyninger, hvilke Silla tidligere havde bidraget med. Endvidere var kejser Gaozong gammel, og kejserinne Wu havde en mere pacifistisk holdning. Tang havde behov for sine styrker andre steder. Silla havde nu fordelen, og udnyttede den for med magt at forhindre kinesisk kontrol over hele halvøen.
Kong Munmu samlede Silla-hæren, som nu inkluderede soldater fra de tidligere kongeriger Goguryeo og Baekje. Silla fordrev Tang-hæren fra Baekje i 671. De kæmpede også mod Tang-styrker i floddalen omkring Han-floden og fordrev dem fra området syd for Taedong-floden i 676. Silla formåede at erobre Baekjes gamle hovedstad og tvang Tang-hæren videre nordover mod Pyongyang. Tanag flyttede generalprotektoratet til Liaodong i 676 efter, at Silla fik fuld kontrol over området syd for Pyongyang, som Taedong-floden strømmer igennem. Selv om Tang tabte kontrollen i det tidligere Baekje, formåede Silla ikke at erobre de tidligere goguryeo-områder i nord. I 676 blev Koreahalvøya forenet under "Det forenede Silla". Tang kontrollerede Liaodonghalvøen. Kampe mellem SiIlla og Tang fortsatte frem til begyndelsen af 700-tallet.